# Bob Mizer

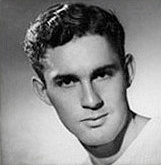
Bob Mizer

Bob Mizer, bürgerlich Robert Henry Mizer (* 27. März 1922 in Hailey, Idaho; † 12. Mai 1992 in Los Angeles) war ein US-amerikanischer Fotograf, Filmemacher, Filmproduzent und Unternehmer.

## Leben
Das Unternehmen Athletic Model Guild (AMG) wurde 1945 von Mizer gegründet, der zu den Pionieren der männlichen, homosexuellen Aktfotografie in den Vereinigten Staaten gehört. Mizer eröffnete 1945 in Los Angeles die AMG Studios. Sein erstes katalogisiertes Fotomodel war Forrester Millard. 1947 verbrachte Mizer sechs Monate Haft auf der Saugus Prison Farm in Kalifornien, da er wegen des damals strafbaren Verteilens männlicher Nacktfotografie im US-amerikanischen Postwesen verurteilt worden war. Mizer startete das Magazin „Physique Pictorial“, Amerikas erstem sich zu schwuler Sexualität bekennenden Magazin für Körperkultur. In den folgenden Jahrzehnten produzierte Mizer zahlreiche Filme. Im Mai 1992 starb Mizer in Los Angeles und sein Freund Wayne Stanley verkaufte das Unternehmen 2004 an den Fotografen Dennis Bell.

## Filmografie (Auswahl)

### Als Filmproduzent
- 1955: Advice Without Consent
- 1956: Alladin
- 1958: Motorcycle Thief
- 1963: Andy & The Angry Mummy
- 1964: Tijuana Bandit
- 1966: Joe Dallesandro Posing
- 1970: Love 2001